# Moldavski lev
Lev (znak: L; koda ISO 4217: MDL) je uradna valuta na ozemlju Moldavije. Tako kot romunski lev se tudi moldavski lev (množina: levi) deli na sto banov. Ime valute izvira iz romunske besede, ki pomeni "lev". 

## Zgodovina
Med letoma 1918 in 1940 ter znova med letoma 1941 in 1944, ko je bila Moldavija del Romunije, se je romunski lev uporabljal v takratnem vzhodnem delu širše romunske regije Moldavija (Moldova v romunščini). Moldavski lev je stopil v obtok 29. novembra 1993 po razpadu Sovjetske zveze in ustanovitvi neodvisne republike Moldavije. Nadomestil je začasno valuto moldavski kupon po tečaju 1 lev = 1000 kuponov. 
V Pridnestrju, sicer mednarodno nikjer priznani državi in kot taka de jure del Moldavije, se namesto tega uporablja pridnjestrski rubelj.  

## Kovanci
Prva serija večinoma majhnih aluminijastih kovancev je prišla v obtok novembra 1993. Leta 2018 je bila izdana druga serija, sestavljena iz kovancev večje vrednosti. Večina moldavskih kovancev je kovana v Monetăria Statului v Romuniji. 

## Bankovci
Obstajata dve vrsti bankovcev moldavskih levov. Prva serija je bila kratkotrajna in je vsebovala le bankovce za 1, 5 in 10 levov. Na sprednji strani vseh - in na vseh naslednjih - je portret Štefana III. Moldavskega, moldavskega knez od 1457 do 1504. Na zadnji strani sta prvi dve vrstici balade Miorița, odtisnjeni navpično med zapisom vrednosti in vinjeto trdnjave. Miorița je stara romunska pastoralna balada, ki velja za eno najpomembnejših del romunske folklore - Pe-un picior de plai, pe-o gură de rai.